# Dig Down
Dig Down è un singolo del gruppo musicale britannico Muse, pubblicato il 18 maggio 2017.

## Descrizione
Primo brano inedito uscito a distanza di due anni dall'uscita di Drones, Dig Down presenta sonorità synth pop e una struttura molto simile a quella del loro singolo del 2012 Madness.
Il brano è stato registrato agli inizi del 2017 e, secondo le intenzioni del gruppo, è stato composto per essere inserito immediatamente nelle scalette dei loro concerti tenuti in quel periodo piuttosto che un singolo atto alla promozione di un album. Successivamente è stato inserito nella lista tracce dell'ottavo album del gruppo, Simulation Theory.

## Video musicale
Il video, diretto da Lance Drake, è stato reso disponibile in concomitanza con il lancio del singolo attraverso il canale YouTube del gruppo e ha come protagonista l'attrice Lauren Wasser all'interno di un'ambientazione post-apocalittica simile a quelle della serie di Resident Evil.

## Tracce
Testi e musiche di Matthew Bellamy.
1. Dig Down – 3:48

## Formazione
Gruppo
- Matthew Bellamy – voce, chitarra, tastiera, sintetizzatore, programmazione
- Chris Wolstenholme – basso, sintetizzatore
- Dominic Howard – batteria, sintetizzatore

Altri musicisti
- Mike Elizondo – programmazione della batteria, tastiera

Produzione
- Mike Elizondo – produzione
- Muse – produzione
- Adam Hawkins – ingegneria del suono
- Adrian Bushby – ingegneria del suono aggiuntiva
- Mark "Spike" Stent – missaggio
- Brent Arrowood – assistenza all'ingegneria del suono
- Phillip Broussard, Jr. – assistenza all'ingegneria del suono
- John Prestage – assistenza all'ingegneria del suono
- Laurence Anslow – assistenza all'ingegneria del suono
- Michael Freeman – assistenza al missaggio
- Randy Merrill – mastering

## Classifiche
| Classifica (2017)                | Posizione massima |
| -------------------------------- | ----------------- |
| Belgio (Fiandre)                 | 63                |
| Belgio (Vallonia)                | 63                |
| Francia                          | 35                |
| Spagna                           | 39                |
| Stati Uniti (alternative)        | 3                 |
| Stati Uniti (mainstream rock)    | 27                |
| Stati Uniti (rock & alternative) | 21                |
| Svizzera                         | 47                |